# Pelotão Especial de Fronteira de Forte de Coimbra
O Pelotão Especial de Fronteira de Forte de Coimbra é uma unidade do Exército Brasileiro localizada no município de Corumbá, no estado de Mato Grosso do Sul, e subordinada ao 17.º Batalhão de Fronteira. Sua denominação histórica de “Companhia Portocarrero” é uma homenagem ao Coronel Hermenegildo de Albuquerque Porto Carrero, responsável pela defesa do Forte durante a Guerra do Paraguai, que evitou o derramamento de sangue de sua tropa.
Suas instalações no Forte Novo de Coimbra datam de 1775. A partir de 1950, a guarnição passa a ser denominada 1.ª Bateria do 6.º Grupo de Artilharia de Costa e Forte Coimbra. Em 1992, recebe nova denominação, agora como 3.ª Companhia do 17.º Batalhão de Caçadores e Forte Coimbra e, em 1996, passa a ter a atual denominação. Em 2002, ganha estandarte e denominação histórica. A companhia foi desativada em 2017, tornando-se apenas um Pelotão Especial de Fronteira dentro do 17.º Batalhão de Fronteira.